# Amantes de libros
Amantes de libros (título original en inglés: Book Lovers) es una novela romántica escrita por Emily Henry, publicada en 2022.
El 28 de marzo de 2023, Tango Entertainment compró los derechos para crear una adaptación cinematográfica. Sarah Heyward fue elegida para escribir el guion.

## Recepción
Amantes de libros fue bien recibido por la crítica, incluidas reseñas destacadas de Booklist, Kirkus Reviews .
Kirkus calificó la novela como "una lectura sincera y divertida sobre libros, hermanas y cómo escribir tu propia historia de amor", mientras que Publishers Weekly se refirió a ella como "un examen conmovedor del amor, la pertenencia y la familia".
Kerry McHugh de Shelf Awareness destacó cómo "Amantes de libros utiliza tropos románticos clásicos con propósito e intención, ofreciendo a los lectores un romance satisfactorio en sí mismo, al mismo tiempo que reflexiona sobre por qué las novelas románticas son tan atractivas para empezar. Henry se basa en temas familiares y mentales; salud, mantener y tomar espacio para uno mismo y sus seres queridos, y el poder de los libros para sanar, calmar y revelar". McHugh concluyó que Book Lovers es "un libro inteligente, encantador y deslumbrante en sí mismo".
Carole V. Bell, que escribe para NPR, también comentó sobre las formas en que la novela utiliza y subvierte los tropos románticos de clase: "La historia tiene múltiples capas y los desafíos familiares de los personajes son complejos. Al jugar y subvertir abiertamente tropos y arquetipos románticos como "La poderosa mujer de la gran ciudad que descuida a su familia y el poder de afirmación de la vida de la vida en un pueblo pequeño, esta novela ofrece una profunda meditación cómica sobre el amor, la familia y seguir tu propio camino".
De manera similar, Alicia Rancilio, de Associated Press, señaló: "Si bien Amantes de libros presenta ese escenario", en el que una persona de una gran ciudad se enamora en un pueblo pequeño, el libro "también lo deconstruye".
En nombre de Paste , Natalie Zutter analizó cómo Amantes de libros "continúa una tendencia creciente en el romance contemporáneo que espero que haya llegado para quedarse, en la que la historia de amor no es la única fibra sensible que se toca... La parte más complicada del romance es pegarse al aterrizaje. Si los lectores esperan un vivieron por siempre felices, pero todo su libro se basa en que la vida no siempre termina con una nota feliz, ¿cómo conciliar ambas? Hay una parte de mí que se pregunta, si Amantes de libros hubiera sido escrito para inclinarse más hacia el lado de la ficción literaria, si hubiera sido diferente. Dicho esto, Henry logra un final que cumple con los tropos del género y al mismo tiempo sorprende a este lector con los ojos llorosos".
Varios críticos discutieron sobre los personajes de la novela. Keira Soleore, de Booklist, describió a Nora como "aterradora, precisa y organizada" y a Charlie como alguien que tiene "una reputación de brusquedad, melancolía y comentarios editoriales mordaces", aunque "ambos son verdaderos adictos al trabajo de las grandes ciudades que aprecian la ética y la ética de cada uno". brillantez, pero ambos luchan contra las inseguridades y la sensación de que siempre estarán observando la vida desde fuera". Publishers Weekly elogió la habilidad de Henry por "crear personajes empáticos, que atraen al lector". Kirkus señaló que "si bien el romance entre Nora y Charlie es deslumbrante y lleno de vapor, es la relación de Nora con Libby la que realmente hace llorar".
Los críticos también discutieron los elementos cómicos del libro. Alicia Rancilio, que escribe para Associated Press, calificó a Amantes de libros como "un romance impulsado por bromas rápidas" y comentó: "Si Emily Henry se hace reír del diálogo del personaje en sus propios libros, es comprensible. Es una maestra en las réplicas ingeniosas. " Kirkus también lo llamó "divertidísimo".
El audiolibro, narrado por Julia Whelan, también recibió una reseña destacada de Booklist, cuya Candace Smith señaló que "Whelan es un profesional que expresa la voz baja y ronca de Charlie y el sarcasmo de Nora. Los intercambios son rápidos y Whelan hace que toda la experiencia sea alegre y sexy."

## Premios y honores
Amantes de libros fue un éxito de ventas de IndieBound, así como el segundo audiolibro más vendido en Libro.fm en 2022.
Kirkus Reviews nombró a Amantes de libros como una de las mejores novelas románticas de 2022.
Ganó el premio Goodreads Choice Award 2022 al mejor romance, y la Asociación de Servicios de Usuario y Referencia incluyó el audiolibro en su Lista de escucha de 2022.